# Bisdom Talca
Het bisdom Talca (Latijn: Dioecesis Talcensis) is een rooms-katholiek bisdom met als zetel Talca, in Chili. Het bisdom is suffragaan aan het aartsbisdom Santiago de Chile. 

## Geschiedenis
In 1913 werd een kerkelijk gouvernement Talca opgericht binnen het aartsbisdom Santiago de Chile, waardoor de mogelijkheid werd geopend om het te vestigen als een toekomstig bisdom, met een kerkelijke gouverneur (vicaris-generaal) met een bisschoppelijk karakter aan het hoofd. Het bisdom werd op 18 oktober 1925 opgericht, uit delen van het aartsbisdom Santiago de Chile. 

## Parochies
Het bisdom had in 2020 een oppervlakte van 17.424 km2 en telde 708.929 inwoners waarvan 65,5% rooms-katholiek was.

## Ordinarii

### Kerkelijke gouverneur
- Miguel León Prado (12 juni 1913 - 14 december 1925)

### Bisschoppen
- Carlos Silva Cotapos (14 december 1925 - 21 januari 1939)
- Manuel Larraín Errazuriz (21 januari 1939 - 22 juni 1966; coadjutor sinds 7 mei 1938)
  - Manuel José Bernardino Piñera Carvallo (hulpbisschop: 11 februari 1958 - 10 december 1960)
  - Enrique Alvear Urrutia (hulpbisschop: 4 maart 1963 - 7 juni 1965)
- Carlos González Cruchaga (4 januari 1967 - 12 december 1996)
  - Alejandro Jiménez Lafeble (hulpbisschop: 21 november 1975 - 12 december 1983)
  - Pablo Lizama Riquelme (hulpbisschop: 24 februari 1988 - 4 april 1991)
  - Alejandro Goić Karmelić (hulpbisschop: 30 juni 1991 - 27 oktober 1994)
- Horacio del Carmen Valenzuela Abarca (12 december 1996 - 28 juni 2018)
- Galo Fernández Villaseca (20 maart 2021 - heden; apostolisch administrator sinds 28 juni 2018)

Santiago de Chile (aartsbisdom) · Linares · Melipilla · Rancagua · San Bernardo · San Felipe · Talca · Valparaíso